# Aktion Bürgerwille
Die Aktion Bürgerwille war das erste Volksbegehren in Nordrhein-Westfalen. 
Es wurde vom 16. Januar bis zum 12. Februar 1974 durchgeführt, um die Selbständigkeit zahlreicher kleinerer Kommunen in Nordrhein-Westfalen zu erhalten. Organisiert wurde es vom Verein „Aktion Bürgerwille e.V.“ aus Wattenscheid, um die Stadt Wattenscheid im Rahmen der kommunalen Gebietsreform vor der Eingemeindung nach Bochum zu bewahren.
Hervorgegangen war der Verein „Aktion Bürgerwille e.V.“ aus dem „Heimatverein Wattenscheid e.V.“, der sich anlässlich der nordrhein-westfälischen Gebietsreform und der Eingemeindung nach Bochum in der Tagespresse und auf verschiedenen politischen Ebenen zu Wort meldete, um gegen die kommunale Unselbständigkeit Wattenscheids anzukämpfen. Dies führte im Jahr 1972 erst zur Gründung der Bewegung Bürgerinitiative Selbständiges Wattenscheid, aus dem der Verein „Aktion Bürgerwille e.V.“ hervorging.
Der Eintragungszeitraum fiel mitten in die Karnevalszeit. Trotzdem trugen sich rund 720.000 Stimmberechtigte aus ganz Nordrhein-Westfalen in die Eintragungslisten ein. Dies entsprach etwa 6 Prozent, womit das notwendige 20-Prozent-Quorum deutlich verfehlt wurde. Aber insbesondere in Wattenscheid stieß die Eingemeindung auf nahezu vollkommene Ablehnung, die bis heute währt.